# The Traitors. Zdrajcy
The Traitors. Zdrajcy – polski reality show oparty na holenderskim formacie The Traitors emitowany od 2024 roku na antenie telewizji TVN. Jego prowadzącą jest Malwina Wędzikowska.

## Produkcja
Program powstaje na podstawie formatu znanego międzynarodowo pod nazwą The Traitors, opracowanego przez niderlandzką spółkę IDTV (zależną od All3Media). Protoplastą formatu jest jego niderlandzka wersja pt. De Verraders. Producentem wykonawczym polskiej wersji programu jest przedsiębiorstwo Jake Vision, a producentką z ramienia TVN – Marta Więch. 
Zdjęcia do pierwszych dwóch edycji programu powstawały w belgijskim zamku Mielmont. Pierwszą serię nagrywano w lipcu 2023 roku. W celu uzyskania bardziej mrocznej atmosfery oraz ze względów logistycznych nagrania drugiej edycji przesunięto na jesień, ponadto dobrano bardziej widowiskowe zadania i wprowadzono mocniejsze nazewnictwo poszczególnych elementów programu (np. zamiast nocnej eliminacji – „morderstwo”). 

## Zasady programu
Formuła programu jest inspirowana grą mafia. Uczestnicy przebywający w zamku zostają podzieleni na dwie grupy – „lojalnych”, którzy starają się zdemaskować rywali, czyli „zdrajców”, których zadaniem jest sekretne eliminowanie „lojalnych” w czasie nocnych narad. Wszyscy gracze biorą ponadto udział w tzw. misjach, czyli zadaniach, w czasie których zdobywają pieniądze zasilające pulę nagród dla zwycięzców, która może wynieść nawet 500 tys. złotych.
Jeśli na koniec gry pozostaną w niej wyłącznie lojalni – dzielą się nagrodą pieniężną; jeśli pozostaną w niej zdrajcy (przynajmniej jeden) – wtedy to oni przejmują całą pulę. 

## Emisja programu
| Edycja | Liczba odcinków | Pierwsza emisja telewizyjna (TVN) | Pierwsza emisja telewizyjna (TVN) | Pierwsza emisja telewizyjna (TVN) | Pierwsza emisja telewizyjna (TVN) | Pierwsza emisja telewizyjna (TVN) | Pierwsza emisja telewizyjna (TVN) | Źródło        |
| Edycja | Liczba odcinków | Sezon                             | Premiera                          | Finał                             | Pora emisji                       | Średnia oglądalność               | Średnia oglądalność               | Źródło        |
| ------ | --------------- | --------------------------------- | --------------------------------- | --------------------------------- | --------------------------------- | --------------------------------- | --------------------------------- | ------------- |
| 1.     | 13              | wiosna 2024                       | 28 lutego 2024                    | 22 maja 2024                      | środa 21.35                       | 709 tys.                          | SHR 7,35%                         | [ 3 ]         |
| 2.     | 12              | wiosna 2025                       | 23 lutego 2025                    | 11 maja 2025                      | niedziela 19.30/19.45             | 858 tys.                          | SHR 6,3%                          | [ 11 ]        |
| 3.     | bd.             | wiosna 2026                       | bd.                               | bd.                               | bd.                               | bd.                               | bd.                               | [ 12 ] [ 13 ] |

W trakcie drugiej edycji po zasadniczym odcinku programu nadawano na żywo The Traitors. Arena.

## Uczestnicy

### Pierwsza edycja (2024)
W pierwszej edycji udział wzięło 24 uczestników: Stanley Ayomo, Agnieszka Bodziachowska, Teo Daeyeong Chung, Aleksander Cichosz, Tadeusz Dębski, Renata Hartle, Mikołaj Jaworski, Justyna Kąkol, Olga Kelm, Monika Kosowska, Adam Kossut, Dominika Michałowska, Mikołaj Milcke, Joanna Narojczyk, Maciej Paszek, Klaudia Piłat, Sandra Plajzer, Manae Shimizu-Kaczmarczyk, Piotr Sinicki, Bartosz Skrobisz, Patryk Szczypka, Dorota Świętoniowska, Robert Trempski, Julia Tychoniewicz.
| Uczestnik                 | Wiek | Rola    | Wynik                    |
| ------------------------- | ---- | ------- | ------------------------ |
| Bartosz Skrobisz          | 26   | Lojalny | Zamordowany (2 odcinek)  |
| Monika Kosowska           | 48   | Zdrajca | Wygnana (2 odcinek)      |
| Renata Hartle             | 35   | Lojalna | Zamordowana (3 odcinek)  |
| Klaudia Piłat             | 38   | Lojalna | Wygnana (3 odcinek)      |
| Julia Tychoniewicz        | 23   | Lojalna | Zamordowana (4 odcinek)  |
| Robert Trempski           | 38   | Lojalny | Wygnany (4 odcinek)      |
| Agnieszka Bodziachowska   | 31   | Lojalna | Zamordowana (5 odcinek)  |
| Tadeusz Dębski            | 73   | Lojalny | Wygnany (5 odcinek)      |
| Aleksander Cichosz        | 24   | Zdrajca | Wygnany (6 odcinek)      |
| Joanna Narojczyk          | 38   | Lojalna | Zamordowana (7 odcinek)  |
| Adam Kossut               | 35   | Lojalny | Wygnany (7 odcinek)      |
| Maciej Paszek             | 30   | Lojalny | Zamordowany (8 odcinek)  |
| Teo Daeyeong Chung        | 24   | Lojalny | Zamordowany (9 odcinek)  |
| Dominika Michałowska      | 30   | Zdrajca | Wygnana (9 odcinek)      |
| Sandra Plajzer            | 30   | Lojalna | Zamordowana (10 odcinek) |
| Mikołaj Jaworski          | 25   | Lojalny | Wygnany (10 odcinek)     |
| Dorota Świętoniowska      | 60   | Lojalna | Wygnana (11 odcinek)     |
| Mikołaj Milcke            | 42   | Lojalny | Zamordowany (12 odcinek) |
| Piotr Sinicki             | 43   | Zdrajca | Wygnany (12 odcinek)     |
| Patryk Szczypka           | 33   | Lojalny | Wygnany (13 odcinek)     |
| Olga Kelm                 | 41   | Zdrajca | Wygnana (13 odcinek)     |
| Manae Shimizu-Kaczmarczyk | 23   | Lojalna | Wygnana (13 odcinek)     |
| Stanley Ayomo             | 26   | Lojalna | Zwycięzca                |
| Justyna Kąkol             | 27   | Lojalna | Zwycięzca                |

Zdobyta pula: 326 000 zł.

### Druga edycja (2025)
W drugiej edycji udział wzięło 22 uczestników: Adam Bąk, Arkadiusz Bursztyński, Natalia Czerska, Klaudia Dąbrowska, Katarzyna „Dżins” Dinst, Dawid Drej, Katarzyna „Pit” Golonka, Mateusz Golonka, Patrycja Jankowska, Jakub Kaliski, Jarosław Kowalski, Maciej Łobos, Katarzyna „Fit” Marczak, Małgorzata Marczulewska, Izabela Molenda, Martyna Niszewska, Marcin Politowski, Grzegorz Raubo, Katarzyna „Żabka” Rycerska, Tomasz Świtała, Kaja Tomaszewska, Monika Zadęcka.
| Uczestnik               | Wiek | Rola    | Wynik                    |
| ----------------------- | ---- | ------- | ------------------------ |
| Monika Zadęcka          | 40   | Lojalna | Zamordowana (2 odcinek)  |
| Adam Bąk                | 32   | Lojalny | Wygnany (2 odcinek)      |
| Martyna Niszewska       | 25   | Lojalna | Zamordowana (3 odcinek)  |
| Katarzyna Golonka       | 61   | Lojalna | Wygnana (3 odcinek)      |
| Jakub Kaliski           | 23   | Lojalny | Wygnany (4 odcinek)      |
| Arkadiusz Bursztyński   | 48   | Lojalny | Zamordowany (5 odcinek)  |
| Izabela Molenda         | 44   | Lojalna | Wygnana (5 odcinek)      |
| Jarosław Kowalski       | 37   | Lojalny | Zamordowany (6 odcinek)  |
| Katarzyna Dinst         | 34   | Lojalna | Wygnana (6 odcinek)      |
| Natalia Czerska         | 22   | Lojalna | Zamordowana (7 odcinek)  |
| Kaja Tomaszewska        | 25   | Lojalna | Wygnana (7 odcinek)      |
| Patrycja Jankowska      | 40   | Zdrajca | Wygnana (8 odcinek)      |
| Klaudia Dąbrowska       | 28   | Lojalna | Zamordowana (9 odcinek)  |
| Katarzyna Rycerska      | 39   | Lojalna | Zamordowana (10 odcinek) |
| Mateusz Golonka         | 37   | Lojalny | Wygnany (10 odcinek)     |
| Katarzyna Marczak       | 48   | Lojalna | Zamordowana (11 odcinek) |
| Dawid Drej              | 19   | Lojalny | Wygnany (11 odcinek)     |
| Marcin Politowski       | 46   | Lojalny | Wygnany (12 odcinek)     |
| Maciej Łobos            | 24   | Lojalny | Wygnany (12 odcinek)     |
| Małgorzata Marczulewska | 42   | Zdrajca | Zwycięzca                |
| Grzegorz Raubo          | 33   | Zdrajca | Zwycięzca                |
| Tomasz Świtała          | 38   | Zdrajca | Zwycięzca                |